# Fritz Jaenecke
Fritz Ernst Hermann Jaenecke, född 30 maj 1903 i Colbitz i Tyskland, död 21 september 1978 i Malmö, var en tysk-svensk arkitekt.

## Biografi

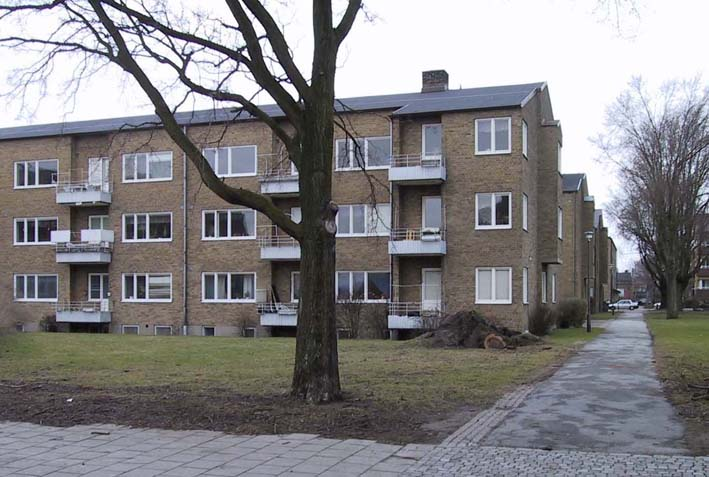
Bostadshus Kirseberg, Malmö (1946).

Jaenecke genomgick tekniska högskolorna i Dresden 1924 och tog arkitektexamen i Berlin 1928 och startade, efter några år som anställd hos Hans Poelzig, egen verksamhet i den tyska huvudstaden. Under perioden 1931–1936 hade Jaenecke kontor tillsammans med Egon Eiermann (1904–1970). Genom en byggnadsutställning i Berlin 1931 där han verkade som guide kom han i kontakt med  en grupp kommunalpolitiker från Malmö, och 1937 flyttade han dit. Han var anställd hos Carl-Axel Stoltz till och med 1942. Mellan 1942 och 1950 drev han egen arkitektverksamhet. Flera av hans tidiga uppdrag var bostadshus i Kirseberg i Malmö, vilka byggdes i slutet av 1940-talet.

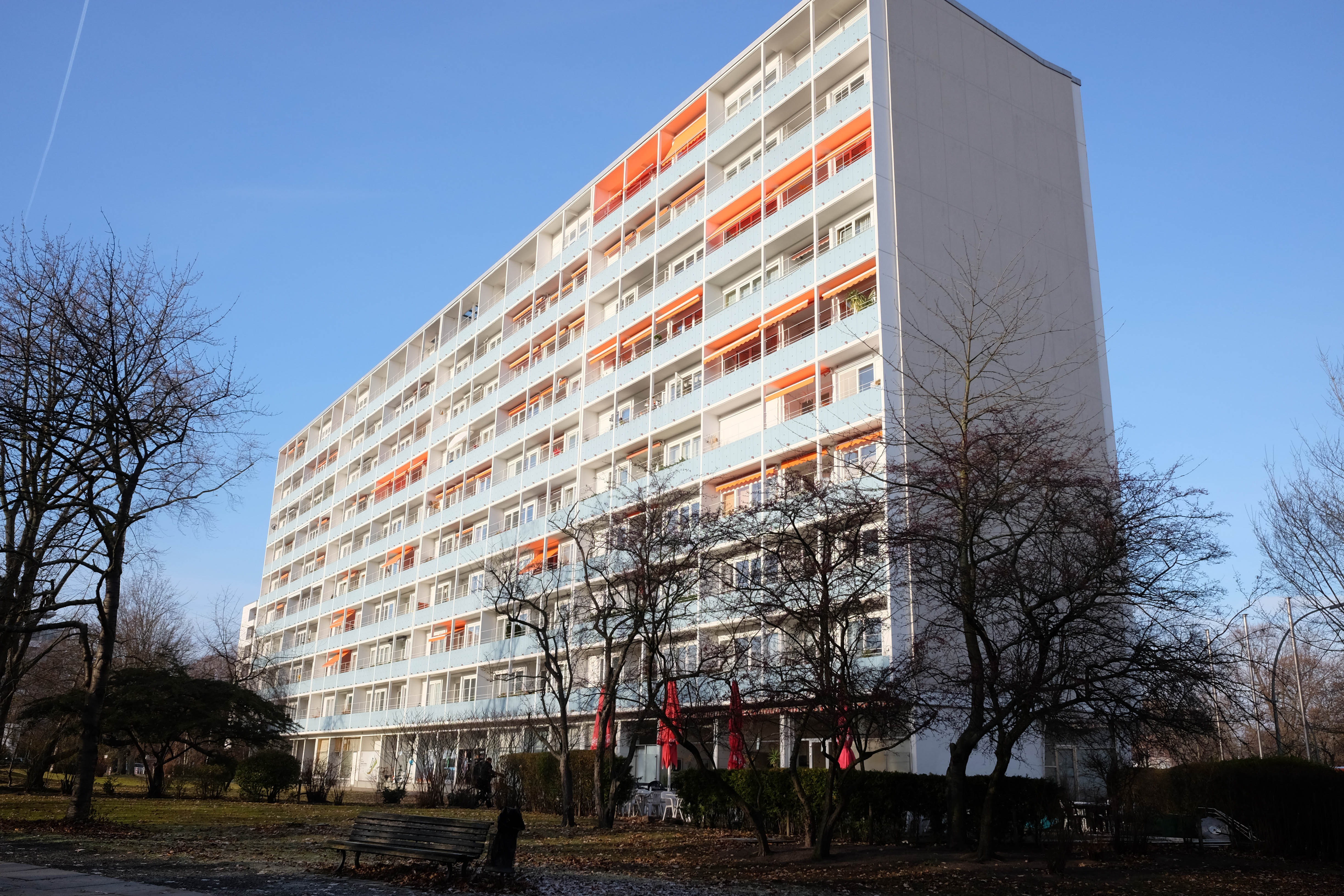
Schwedenhaus, Berlin (1957).

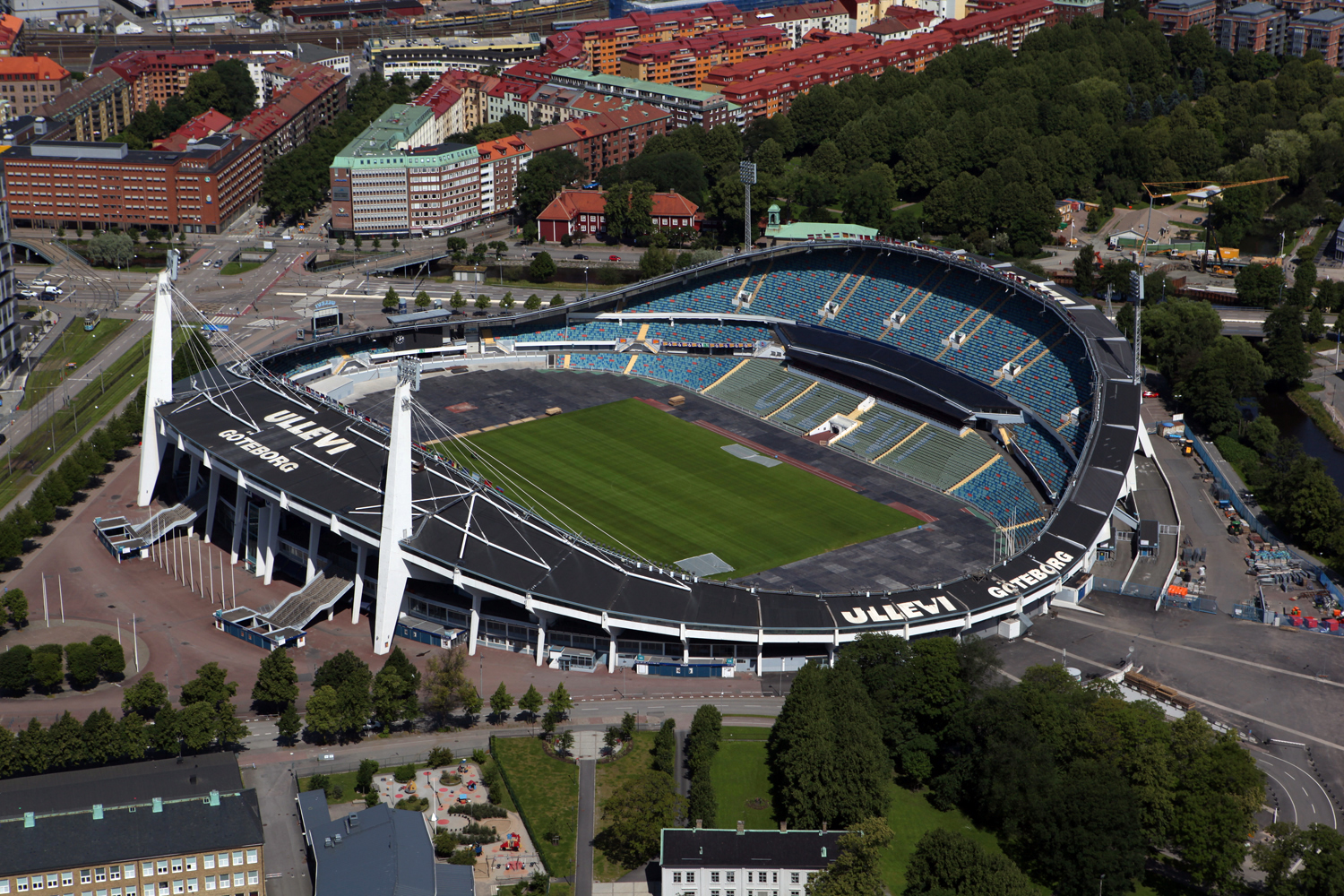
Ullevi stadion, Göteborg (1958).

1950 slog Jaenecke sig samman med den unge Sten Samuelson (1926–2002). Samuelson hade samma år blivit färdig arkitekt vid Kungliga Tekniska högskolan i Stockholm. Under 1950-talet gestaltade de en lång rad intressanta byggnader, vilka kännetecknas av ett anmärkningsvärt djärvt och expressivt formspråk, en i jämförelse med samtida svensk arkitektur radikal modernism. Kontoret blev mycket framgångsrikt och fick under senare delen av 1950-talet flera prestigefyllda uppdrag. Jaenecke & Samuelson ritade bland annat Ullevi inför fotbolls-VM 1958. År 1957 deltog de båda vid Interbau i Berlin. De ritade "Zeilen"-Hochhaus på Altonaer Strasse.

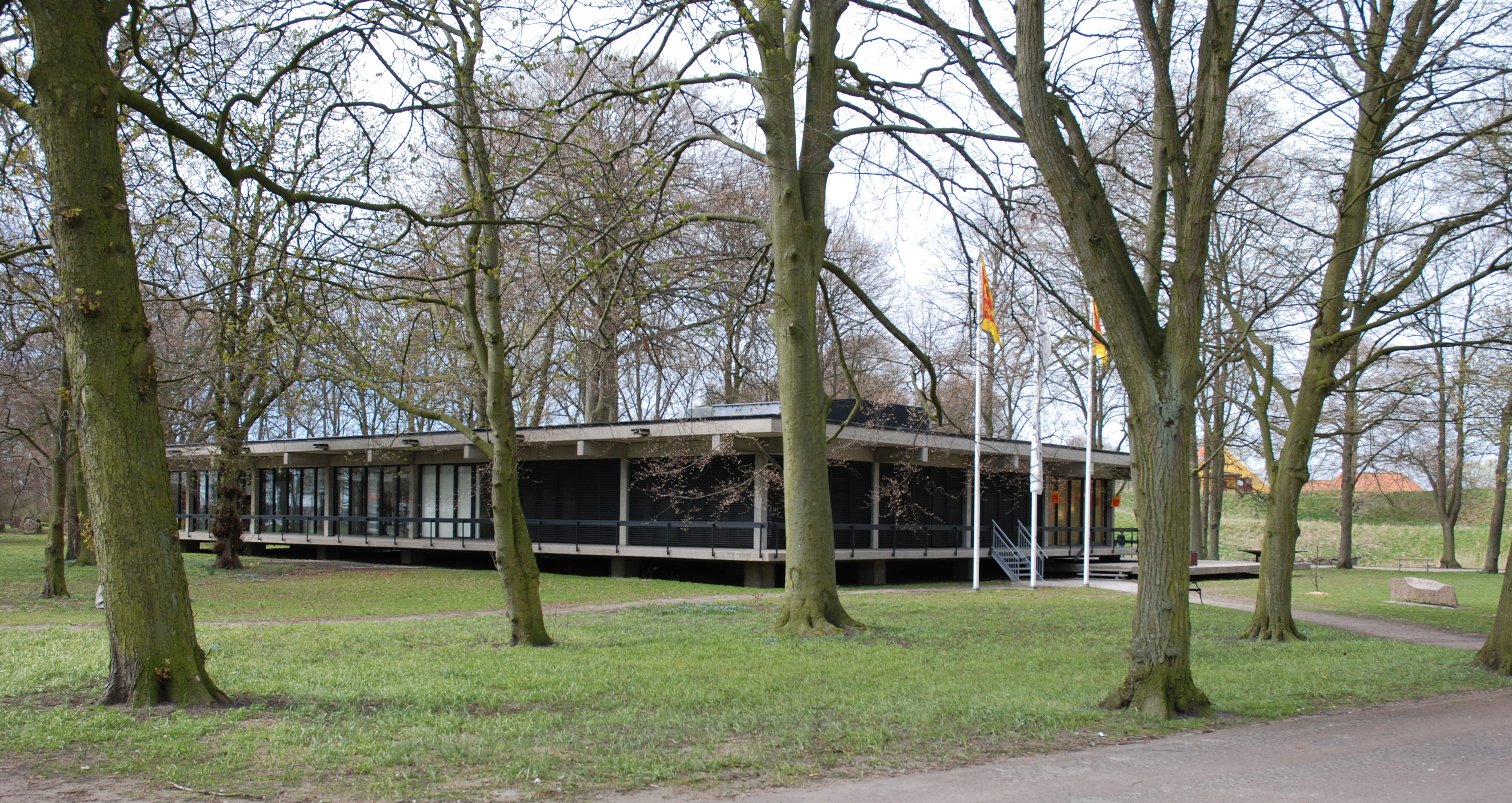
Landskrona Konsthall (1963).

Samarbetet med Samuelson avslutades 1970 och Jaenecke drev arkitektkontoret i Malmö vidare. Under 1970-talet var sjukhusbyggnader på Malmö Allmänna Sjukhus (MAS) kontorets största uppdrag. Jaenecke var professor i arkitektur i Aachen och drev också ett filialkontor där. Han är begravd på Limhamns kyrkogård.

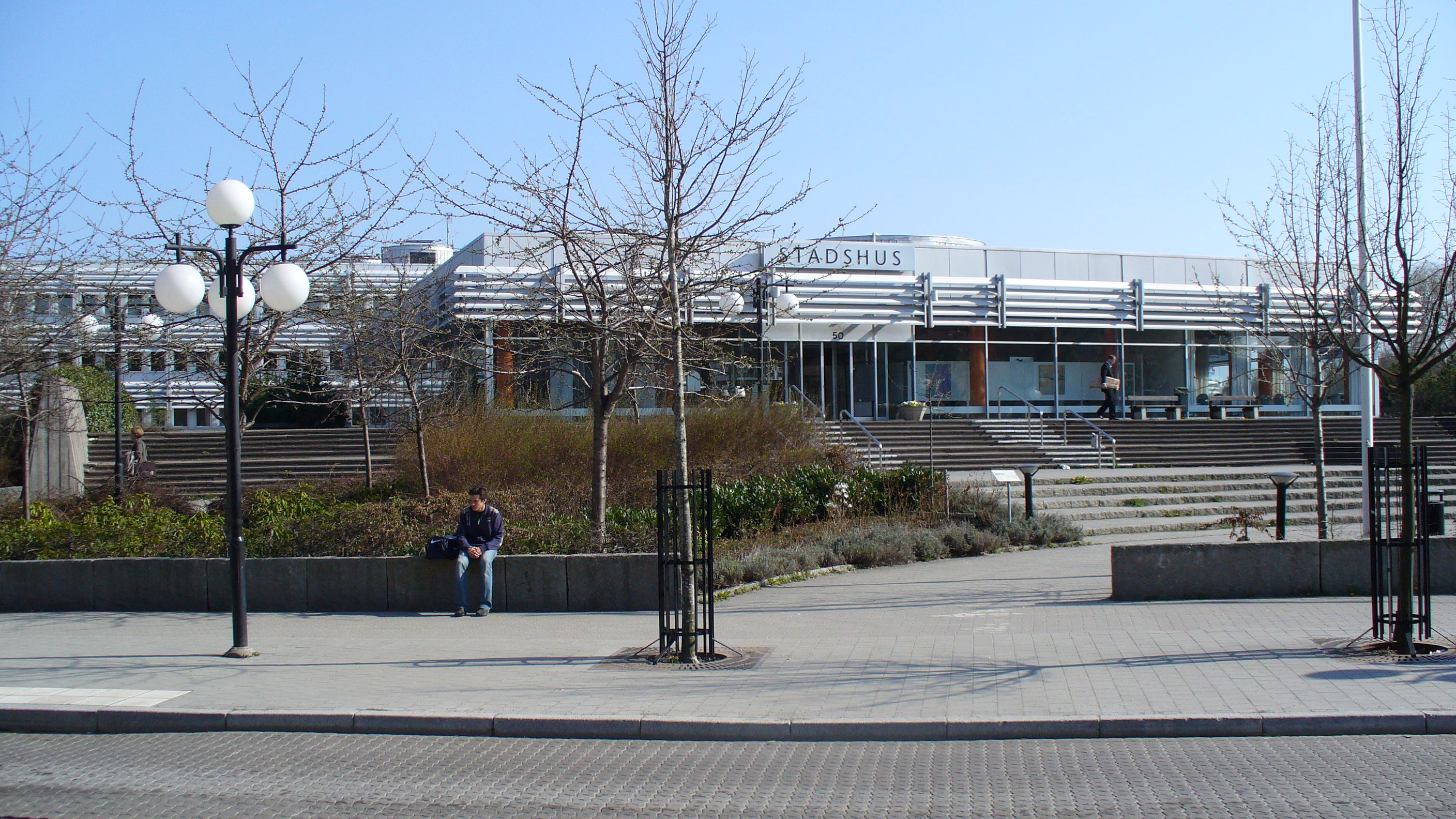
Lidingö stadshus (1975).

## Byggnadsverk av Fritz Jaenecke i urval
- Bostadshus Kirseberg, Malmö (1946)
- Långa raden, Malmö Allmänna Sjukhus, UMAS (1970-talet)

## Byggnadsverk av Fritz Jaenecke och Sten Samuelson i urval
- Bostadshus på Köpenhamnsvägen, Malmö (1950–1951, 1962–1963). På översta våningen hade Jaenecke kontor tillsammans med Sten Samuelson.
- Bostadshus på Östra Sorgenfri, Malmö (1952–1953)
- Bostadshus på Bülow Hübes väg, Limhamn i Malmö (1955–1957)
- Manövertorn vid Falsterbokanalen, Höllviken (för övervakning av klaffbro och sluss) (1955)
- Helsingkrona nations studentbostadshus i Lund (1955–1958)
- "Zeilen"-Hochhaus ("Schwedenhaus"), Altonaer Strasse, Hansaviertel Berlin (1955–1957)
- Nya Ullevi, Göteborg (1958)
- Fängelse i Köln (1958)
- Bostadshus i Lorensborg, Malmö (1958)
- Malmö stadion (1958)
- Nya Brunnshotellet, Ronneby (1961)
- Baltiska hallen, Malmö (1961–1963)
- Landskrona konsthall (1963)
- Engelbrektsboden, Gibraltargatan, Malmö (1965)
- IBM, Lidingö (1963–1966)
- Bostadsområde Kryddgränderna, Landskrona (1965–1967). Bebyggelsen i Norra Svaneholm är ett fint och mycket tidstypiskt exempel med god helhetsverkan och mycket hög arkitektonisk kvalitet. Området är bebyggt med radhus i en och två våningar.
- Hamilton House, Helsingborg (1967)
- Helsingborgshems huvudkontor, Drottninggatan 136, Helsingborg (1967)
- Helgeandskyrkan, Lund (1968)
- Frigoscandias huvudkontor, Helsingborg (1970)
- Lidingö stadshus (1975)
- Träbolagets hus i hamnen, Malmö (rivet)